# Gnotus macrurus
Gnotus macrurus är en stekelart som först beskrevs av Thomson 1884.  Gnotus macrurus ingår i släktet Gnotus och familjen brokparasitsteklar. Arten är reproducerande i Sverige. Inga underarter finns listade i Catalogue of Life.